# Edwin Montagu
Edwin Samuel Montagu (Londres, 6 de fevereiro de 1879 — Londres, 15 de novembro de 1924) foi um político britânico, membro do Partido Liberal e segundo filho de Samuel Montagu, primeiro barão de Swaythling.

## Biografia
Foi eleito deputado por primeira vez em 1906. Ocupou vários cargos institucionais, sendo o mais importante o de secretario de Estado para a Índia, que desempenhou entre 1917 e 1922. Montagu, o segundo judeu membro do Governo britânico, era membro do Gabinete quando este tratou o tema do apoio expresso da Grã-Bretanha à reivindicação sionista de criação de um lugar nacional judeu na Palestina, apoio que cristalizaria na chamada Declaração Balfour, aprovada em 31 de outubro de 1917. Montagu foi o principal opositor dentro do Governo ao sionismo em geral e à declaração em particular, cujo texto conseguiu influenciar para que fosse consideravelmente diminuído em ambição, pois pensava que a ideia de que a pátria dos judeus do mundo fosse a Palestina dava razão ao antissemitismo, que tal como o sionismo via os judeus da Europa como alheios ao corpo social de cada país e inassimiláveis. Montagu pensava, além disso, que o facto de que o Governo a que pertencia declarar implicitamente que a sua pátria era ou podia ser outra poderia levar a que o Reino Unido colocasse em dúvida a sua britanidade e o deixava em muito má posição.
Edwin Montagu era primo de Herbert Samuel, sionista moderado que foi o primeiro alto comissário do Mandato Britânico da Palestina.